# موتور عشايري منوهر حمزه اي (أرزوئية)
موتور عشایري منوهر حمزه اي (بالإنجليزية: Mowtowr-e Ashayiri Manuhar Hamzehay)‏ هي منطقة سكنية تقع في إيران في Arzuiyeh Rural District.